# 徐立行
徐立行（1911年3月—1985年10月22日），原名俞献诚，男，上海人，中华人民共和国军事人物，中国人民解放军少将，曾任第三机械工业部第六研究院副院长。